# El intercambio (película)
El intercambio es una película dirigida y guionizada por Ignacio Nacho y protagonizada por Pepón Nieto, Hugo Silva, Rossy de Palma y Natalia Roig.
Se presentó el 23 de marzo de 2017 durante el XX Festival de Málaga. Cine en Español en la ciudad de Málaga (España).
La película ha participado en festivales como el XIV Festival de Cine de Alicante, XX Festival de Málaga. Cine en Español y el XIII London Spanish Film Festival.

## Sinopsis
La historia gira en torno a Jaime, un hombre de cuarenta y pocos años, y Eva, su esposa, más joven que él. Ella se trata de una mujer insegura e ingenua que posee una especial y ciega devoción hacia su marido, por ello, Jaime aprovechando la inocencia y debilidad de Eva le propone, tras cumplir quince años de matrimonio, un intercambio de parejas con el objetivo de oxigenar y reavivar su relación conyugal. 
Tras contactar con una pareja por Internet, Jaime se encuentra impaciente, ya que espera que su puntual amante sea una exuberante joven, mientras que Eva, aún dudosa, espera a un acompañante menos agraciado. Pero, aquello que esperan que sea una noche de pasión y lujuria sin fin, se torna en un ejercicio desesperado de Jaime por abandonar el apartamento tras la futura y sorprendente revelación que tendrán la pareja.

## Personajes
- Pepón Nieto como Jaime.
- Hugo Silva como Máximo.
- Rossy de Palma como Dómina.
- Natalia Roig como Eva.
- Paco Tous como El portero.[10]
- Salva Reina como Segundo.[11]
- Mara Guil como Teresa.[12]

## Premios
- XX Festival de Málaga. Cine en Español / Sección Oficial Largometrajes / Fuera de Concurso.
- XIV Festival de Cine de Alicante/ Sección Oficial Largometrajes.
- Natalia Roig Premio Tesela de Plata a la Mejor Actriz.[13]